# Ronde van Drenthe
Unter dem Namen Ronde van Drenthe veranstaltet die Stichting Ronde van Drenthe in der Provinz Drenthe (Niederlande) Straßenradrennen für Männer und Frauen.
Das Männerrennen wurde erstmals im Jahr 1960 ausgetragen und trägt seit dem Jahr 2022 den Namen Profronde van Drenthe.
Im Rahmen des Männerrennens wurde ab 1998 wurde unter dem Namen Novilon Internationale Damesronde van Drenthe ein Eintagesrennen ausgetragen, das später als Novilon Eurocup Ronde van Drenthe zu einem zu einem dreitägigen Etappenrennen ausgebaut wurde. Im Jahr 2007 wurden aus den drei Etappen, drei eigenständige Rennen: Der Novilon Eurocup, die Drentse 8 und die Ronde van Drenthe. Während der Novilon Eurocup letztmals ausgetragen wurde, finden die beiden anderen Rennen am Wochenende des Männerrennens statt. Das Frauenrennen Ronde van Drenthe wurde 2007 Teil des Rad-Weltcups der Frauen und 2016 der UCI Women’s WorldTour und ist damit der am höchsten Kategorisierte Wettbewerb der Veranstaltung.